# Georges Tavard
Georges Henri Tavard (6 février 1922 – 13 août 2007) est un assomptionniste, théologien en Angleterre, à Princeton, puis à Pittsburg, qui a donné de nombreuses conférences sur la  théologie historique, l'œcuménisme et la spiritualité et qui a été expert au concile Vatican II, en particulier sur la le décret sur l'œcuménisme, Unitatis Redintegratio.

## Biographie
Georges Tavard est né le 6 février 1922 à Nancy. Il entre chez les assomptionnistes et est ordonné prêtre en 1947. Georges Tavard entame alors des études universitaires à la Faculté de théologie de Lyon. Docteur en théologie de l'Université catholique de Lyon, il  enseigne la théologie à Capenor House (en) dans le Surrey, de 1949 à 1951, puis au Séminaire théologique de Princeton, de 1951 à 1952. Enfin il s'installe aux États-Unis en tant que résident permanent en 1952 . Il est naturalisé citoyen américain en 1960.
Georges Tavard enseigne au Mount Mercy College (en) de Pittsburgh, pendant six ans. Au cours de son affectation au Mount Mercy College, le pape Jean XXIII le nomme père conciliaire à Vatican II. Il est également consultant auprès du Secrétariat pour la promotion de l'unité des chrétiens. Après avoir quitté le Mount Mercy College, Georges Tavard enseigne à l'Assumption College, à l'Université d'État de Pennsylvanie et à la Methodist Theological School de l'Ohio à Delaware. Il prend sa retraite en 1990.
Le père Tavard a été membre de la Commission préparatoire mixte anglicane-catholique (« Rapport de Malte », 1968), puis de la Commission internationale anglicane-catholique (ARCIC-1 : « Rapport final », 1983) jusqu'en 1983; il participe aux échanges entre l'Église catholique et le Conseil Méthodiste Mondial. Il  participe dès le début à l’ARC-USA (Conversations anglicanes-catholiques aux États-Unis) et au dialogue luthérien-catholique aux États-Unis.
Il est observateur catholique officiel dans diverses conférences telles que la Conférence sur Foi et Constitution du Conseil œcuménique des Églises à Montréal en 1963,  la Convention générale de l'Église épiscopalienne à Denver, en 1980. L'Église catholique le délègue à la réunion de le Conseil consultatif anglican au Panama, 1997.

## Des positions controversées

### Œcuménisme
Tavard fut surtout connu pour un soutien affirmé dans les relations œcuménique. Il se concentra sur la réduction des écarts entre le catholicisme romain et les communauté ecclésiale protestantes ainsi que dans une moindre mesure sur les rapport entre le christianisme et le judaïsme. Il vota pour le décret sur l'œcuménisme du Concile Vatican II, Unitatis Redintegratio, promulgué le 21 novembre 1964. Ce décret constitue un point de départ pour des dialogues bilatéraux entre les Églises. Tout en reconnaissant que la papauté et de nombreuses Églises seraient réticentes à une union plénière, il souligna l'importance de la formation des responsables de l'Église pour envisager un rapprochement entre les chrétiens de toutes confessions. Tout en admettant que la consolidation sous une seule Église n’était pas réalisable, il implora les théologiens et les chrétiens laïcs de discuter de leurs points de vue, de rechercher autant de terrain d’entente qu’ils pouvaient trouver et de s’en remettre à Dieu à partir de là. IIl supplia des hauts dignitaires catholiques de cesser les centaines d’années de condamnation de Martin Luther et de lui accorder une place d’honneur. Le Père Tavard a apporté une contribution significative aux Symposiums de l'Institut de Théologie Villanova fondé par le professeur Joseph Papin à travers sa présentation : « Dimensions œcuméniques : un nouvel espoir et une vision d'unité » dans Le peuple pèlerin : une vision avec espoir, éd. Joseph Papin, Les Presses Universitaires Villanova, 1970, p. 143-168. Il a également abordé le sujet important de la reconstruction du ministère : « Le ministère peut-il être reconstruit ? dans Transcendance et Immanence, Reconstruction à la lumière de la pensée processuelle, Festschrift en l'honneur de Joseph Papin, éd. Joseph Armenti, Volume I, The Abbey Press, 1972, p. 83-98. (Des problèmes sont survenus concernant la rédaction de l'article de Tavard, mais une comparaison entre le manuscrit soumis et le texte imprimé montre qu'ils étaient identiques).
Encore une fois, en cherchant à promouvoir l'unité des chrétiens et une forme d'« œcuménisme plus large » englobant toutes les grandes religions », le P. Tavard chercha une « réponse positive » à cet élargissement de l'idéal œcuménique : « Deux sources pour la christologie », dans The Papin Gedenkschrift : Dimensions in the Human Religious Quest, Essays in Memory of Joseph Papin, Volume I : Theological Dimensions., éd. Joseph Armenti (Michigan, 1987), p. 38-53.

### Le rôle des femmes dans l'Église
Tavard a envisagé la question du rôle des femmes au sein de l'Église catholique dans son livre de 1973, Women in Christian Tradition, l'un des premiers théologiens majeurs à le faire. Bien qu'il fasse partie de la minorité, il insiste sur l’ordination des femmes  comme non seulement juste, mais aussi nécessaire à la survie de l’Église. Tavard prédit dans les cinquante ans suivant la publication du livre, que les femmes pourraient être ordonnées et les prêtres autorisés à se marier. Tavard cite les modèles des églises protestantes pour prescrire un remède au nombre décroissant de vocations catholiques. Il reconnait qu'un référendum autorisant l'ordination des femmes échouerait parmi les catholiques américains, il a souligné une réussite probable parmi les catholiques français.

### La guerre du Vietnam
Tavard s'opposé à la politique américaine au Vietnam. Il affirmait qu'il s'agissait d'une guerre civile. Pour lui, la politique américaine devait être guidé par le bien de la population vietnamienne. Il  fit valoir que le fait qu'un camp soit communiste n'avait pas d'importance et que le gouvernement américain utilisait le terme « communiste » pour exploiter les craintes associées à ce terme parmi le public américain afin de mener une guerre qu'il jugeait immorale et injuste.

## Livres
- Écriture sainte ou Sainte Église : la crise de la Réforme protestante . Assumption College, Worcester, Masse 1959 ; Harper & Bros., 1960.
- Paul Tillich et le message chrétien . New York : Scribner, 1962.
- L'église des pèlerins. New York : Herder et Herder. 1967. ISBN 978-0223298385
- L'Église, communauté de salut : une ecclésiologie œcuménique . Collegeville, Minnesota : Liturgical Press, 1992. ISBN 978-0-8146-5789-8
- Les mille visages de la Vierge Marie . Collegeville, Minnesota : Liturgical Press, 1996. ISBN 978-0-8146-5914-4
- Trina Deitas : La controverse entre Hincmar et Gottschalk . Milwaukee : Marquette University Press, 1996. ISBN 0874626366
- Le point de départ de la théologie de Calvin . Grand Rapids, Michigan : WB Eerdmans, 2000. ISBN 978-0-8028-4718-8
- L'Église contemplative : Joachim et ses adversaires . Milwaukee : Marquette University Press, 2005. ISBN 978-0-87462-726-8
- De Bonaventure aux réformateurs . Milwaukee : Marquette University Press, 2005.ISBN 0-87462-695-1 (ISBN 9780874626957)
- Vatican II et la Voie Œcuménique . Milwaukee : Marquette University Press, 2006. ISBN 978-0-87462-729-9

- 1965 DD honoraire, Séminaire Bexley Hall du Kenyon College, Ohio
- 1974 Prix John Courtney Murray, Société théologique catholique d'Amérique
- 1981 Médaille de Saint Augustin de Cantorbéry, décernée par l'archevêque de Cantorbéry
- 1999 Prix du livre de la Catholic Press Association, pour "La Voie spirituelle de Sainte Jeanne d'Arc"
- 2002 Doctorat honorifique en lettres humaines, Université Duquesne, Pittsburgh, PA

## Voir également
- Collections spéciales et archives universitaires de l'Université Marquette
- Université Marquette